# Korunovační kašna (Jičín)
Korunovační kašna také Korunovační studna nebo Konvičkova studeň stojí na Valdštejnově náměstí v Jičíně. Původně zde byla vyhloubena studna. V roce 1836 byla nad studní postavena pískovcová stavba při příležitosti cesty Ferdinanda I. Dobrotivého, který přes Jičín cestoval na korunovaci do Prahy. V roce 1936 byla studna zazděna a objekt doplnil meteorologický sloup podle návrhu Čeňka Musila. Stavba je památkově chráněna jako kulturní památka a patří do jičínské městské památkové rezervace.
Během prvního desetiletí jednadvacátého století byla kašna rekonstruována.

## Historie
Hluboká studna uprostřed jičínského náměstí byla zmiňována již ve středověkých dokumentech. Zobrazil ji na svých kresbách například Josef Hlubuček v roce 1681 nebo Josef Sikora v roce 1756. Studnu na kresbách zakrývala vyšší helmovitá střecha ze dřeva, která shořela při velkém požáru města v roce 1768. Po opravení byla studna využívána i nadále. Další zmínku lze dohledat z roku 1836, kdy uhnilá střecha studny byla stržena, protože ohrožovala osoby chodící pro vodu. V témže roce byla na stejném místě zbudována nová studna.
Právě v srpnu roku 1836 se císař Ferdinand I. Dobrotivý chystal přes Jičín do Prahy, kde měl být korunován českým králem. Městská rada rozhodla, že studnu zrekonstruuje na počest návštěvy císaře a pojmenuje ji „Korunovační“. Empírovou stavbu navrhl a zhotovil i rozpočet stavby inženýr Josef Fritz.

### Stavba
Vzhledem k nedostatku času nebyly dodržely tehdejší schvalovací předpisy, které byly potřebné při obecní výstavbě. Proto v roce 1838 vzala komise krajského úřadu pouze na vědomí rozpočet a plány Josefa Fritze. Dokumentace z té doby dokládala pískovcovou stavbu, která byla ve střední části vyšší se čtvercovým půdorysem. Tuto část nesly čtyři pilastry s mezioblouky. Na protějších stranách stály polokruhovité přístavky se třemi toskánskými sloupy a dvěma polosloupy. Mezi sloupy byly železné mříže. Segmentovitě zaklenutou střední část zdobily dekorace konvicovitých nádob a větví. Stavba byla v té době popisována jako malý chrám.

#### Adaptace stavby
V roce 1936 byla stavba v havarijním stavu. Vedení „Obecné spořitelny jičínské“ požádalo architekta Čeňka Musila, aby vypracoval návrh a rozpočet na zazdění a opravu Konvičkovy studny. Měl být postaven čtyřhranný meteorologický sloup s tlakoměrem a teploměrem na jedné straně, na straně druhé s plánem města, počtem domů, atd. Třetí straně patřila reklamě spořitelny a čtvrté plastická mapa okolí Jičína. Čeněk Musil použil umělou žulu k výstavbě „meteorologické stanice“ a spojil původní empírový sloh s moderní architekturou té doby.

### Konvičkova studna
Název Konvičkova studna se zachoval. Snad vznikl podle konvicovitých nádob v ozdobných prvcích stavby. Ale pravděpodobně dostala stavba název podle Jana Konvičky, který byl starostou města v letech 1806 až 1844.

## Popis
Do menší pískovcové stavby „chrámku“ lze vejít z jižní a severní strany. Na západní a východní straně stojí dva půlkruhové přístavky se sloupy. Střední část stavby je sklenuta plackovou klenbou a zakryta nízkou plechovou přilbovitou střechou. Na jižní a severní straně se otevírá půlkruhovými arkádami stojícími na pilířích. Střed plasticky zvýrazněného čela oblouků (archivolt) tvoří závěrové klenáky. Toskánské pilastry rámující střední část stavby nesou kladí ozdobené reliéfy věnců a váz s překříženými palmovými listy. Charakter portiku mají přístavky s toskánskými sloupy a polosloupy. Jejich prostor je uzavřen klasicistními kříži.  Přístavky mají ploché stropy a mělké střížky ve tvaru půlkužele.

### Galerie

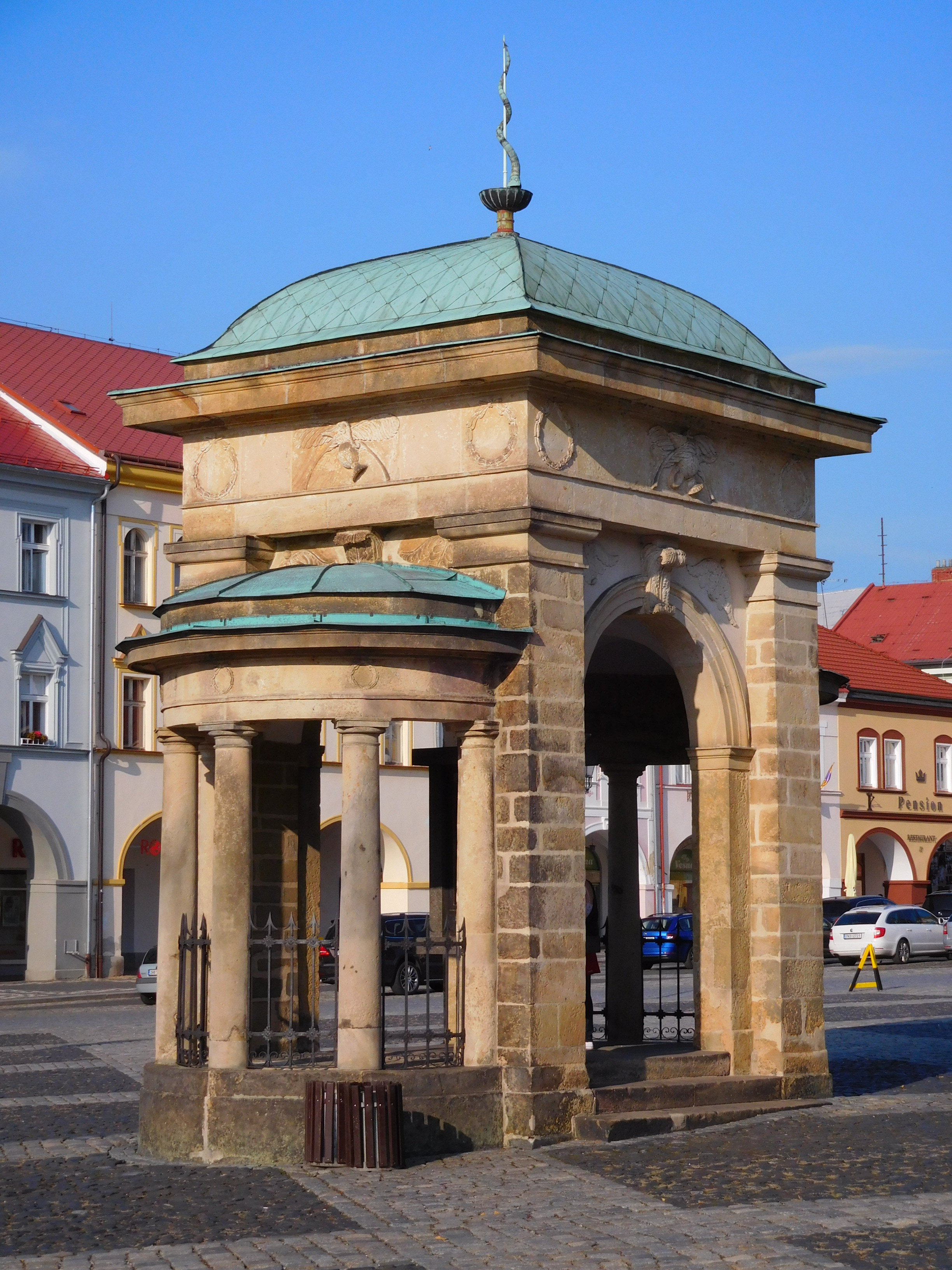
Korunovační kašna, pohled od západu
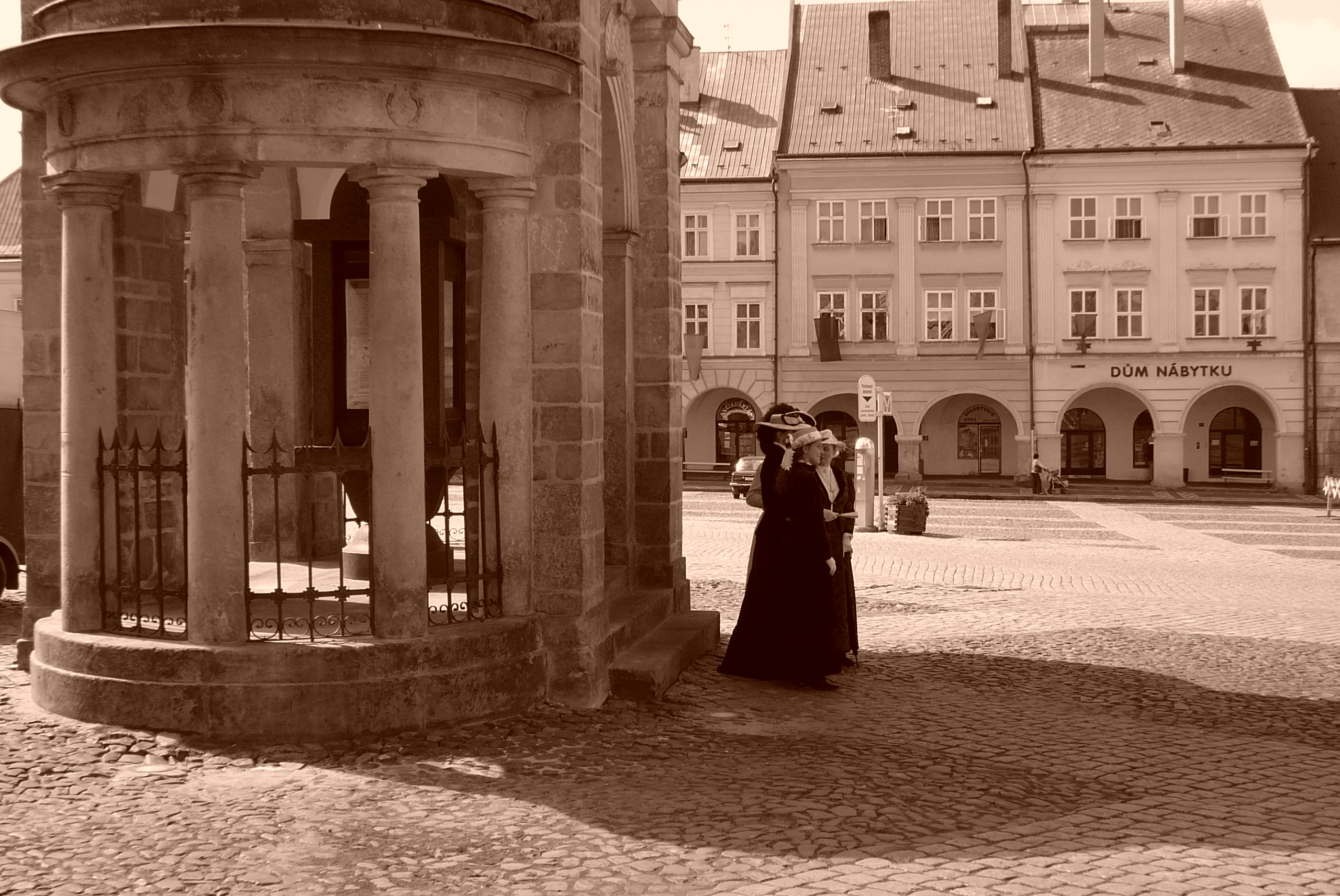
Detail stavby (Valdštejnské dny)
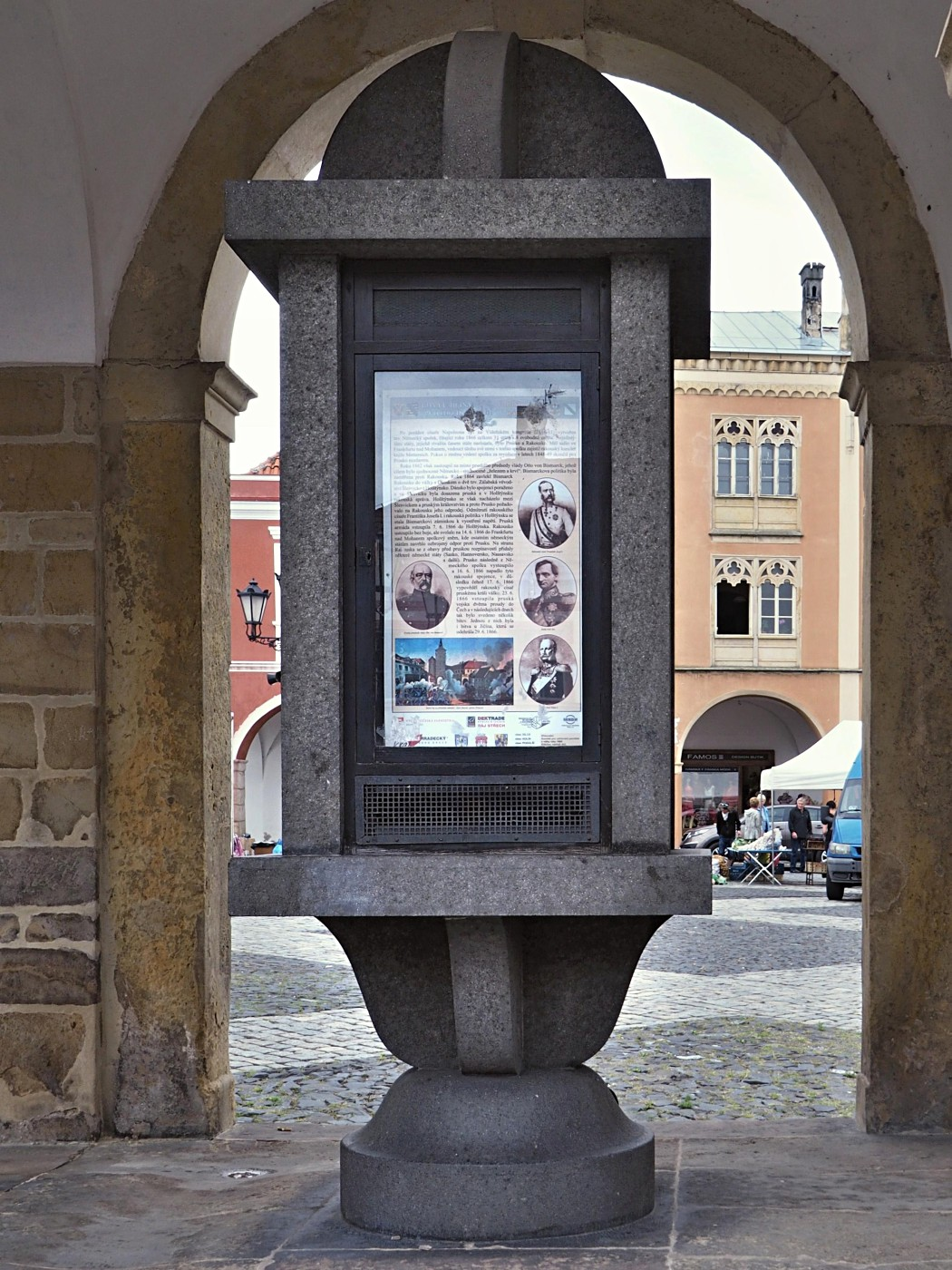
Meteorologický sloup stojící uvnitř stavby
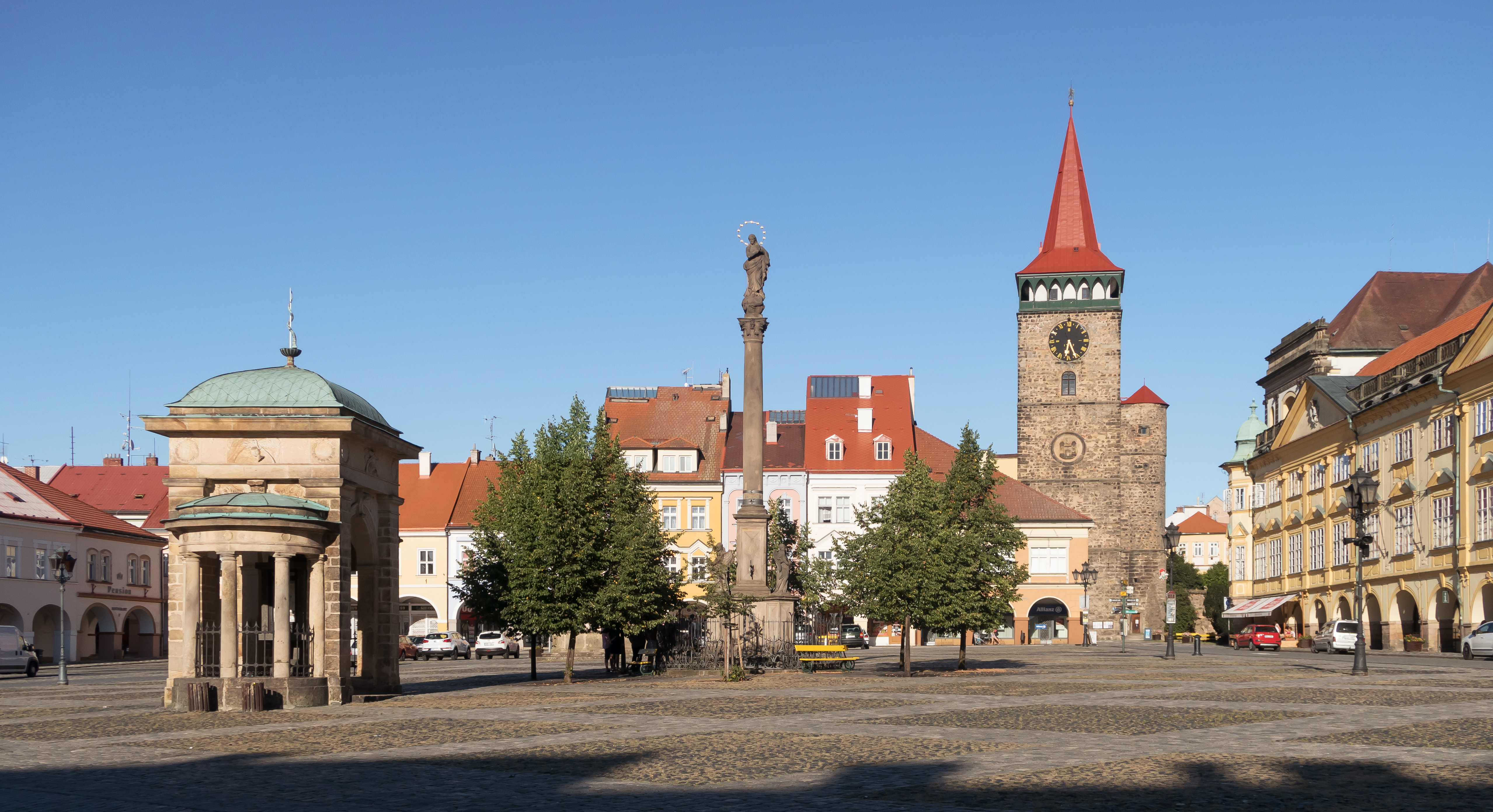
Pohled na náměstí s kašnou a Mariánským sloupem